# Stadskommissionär
Stadskommissionär var förr en person, som under kontroll av staden enligt taxa åtog sig försäljningsuppdrag åt frånvarande. Stockholm stad hade sådana kommissionärer vid slakthuset, centralsaluhallen och fiskhallen.